# Battle of the Garages
Battle of the Garages è una collana di compilation di brani di garage rock pubblicata dalla Voxx Records dal 1981 al 1986.

## Elenco
- 1981 - Battle of the Garages[5][6]
- 1984 - Battle of the Garages, Vol. 2[7]
- 1984 - Battle of the Garages, Vol. 3[8]
- 1986 - Battle of the Garages, Vol. 4[9]